# NGC 3040B
NGC 3040B је спирална галаксија у сазвежђу Лав која се налази на NGC листи објеката дубоког неба.
Деклинација објекта је + 19° 26' 32" а ректасцензија 9h 53m 3,4s. Привидна величина (магнитуда) објекта NGC 3040 износи 15,0 а фотографска магнитуда 15,8. NGC 3040B је још познат и под ознакама UGC 5300, MCG 3-25-37, CGCG 92-67, PGC 200252.